# Stones Fan Museum

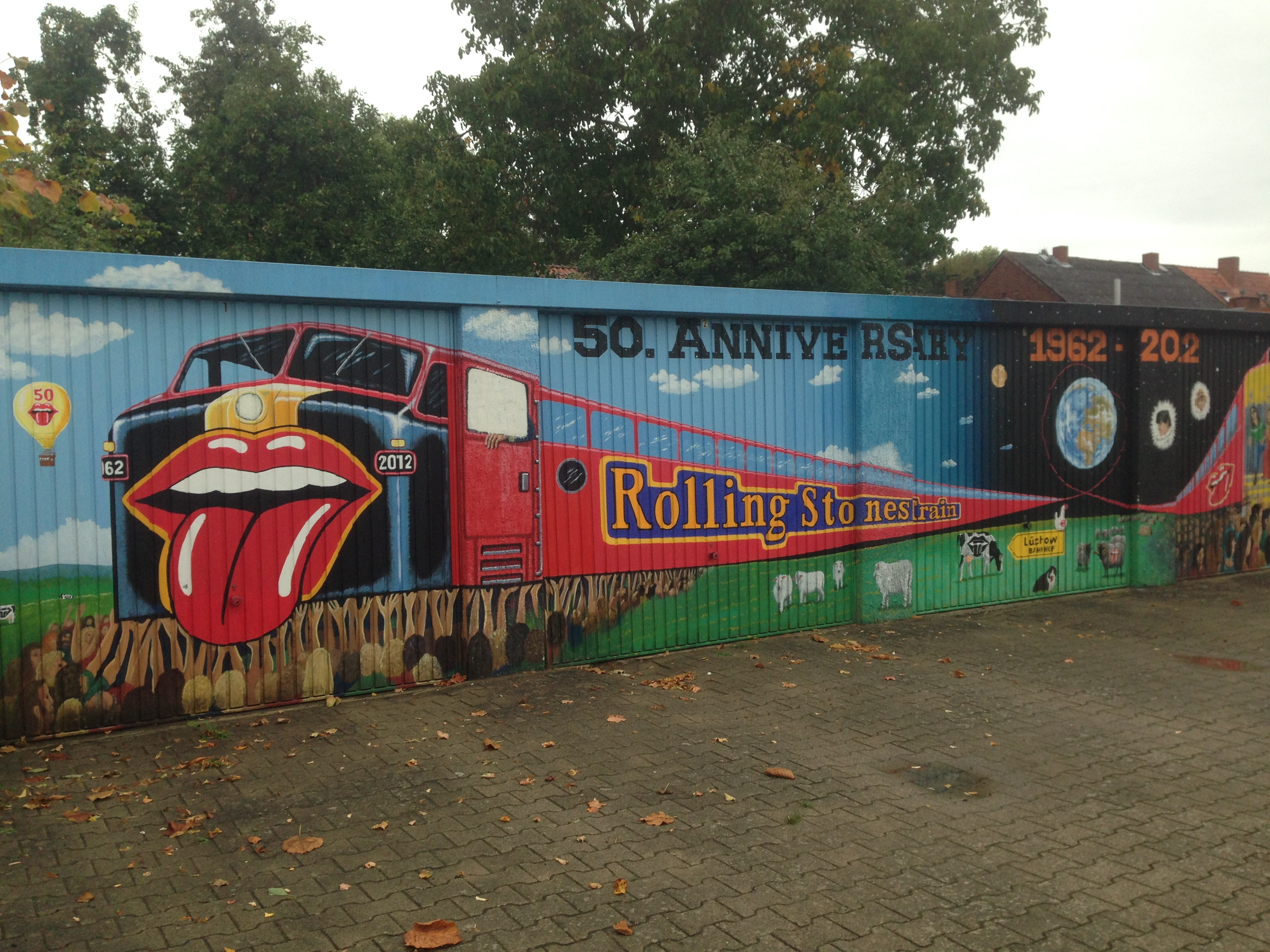
Stones-Wandgemälde in der Gartenstraße

Das Stones-Fan-Museum ist ein Museum, das der 1962 gegründeten englischen Rockband The Rolling Stones Reverenz erweist. Es befindet sich in der niedersächsischen Kreisstadt Lüchow im Landkreis Lüchow-Dannenberg im Wendland, wo es von dem ehemaligen Bankangestellten Ulrich, genannt „Ulli“, Schröder geleitet wird. Das Museum ist Mitglied im Museumsverbund Lüchow-Dannenberg e. V.

## Geschichte und Hintergrund
Ulli Schröder, langjähriger Rolling-Stones-Fan und seit 1997 Galerist von Rolling-Stones-Gitarrist und Maler Ron Wood, kaufte für die Umsetzung seiner Museumspläne 2008 ein leerstehendes Supermarktgebäude in Lüchow, das 2010 entkernt und dann aus- und umgebaut wurde. Die Stadt bezuschusste das private Projekt, von dem sie sich eine tourismusfördernde Wirkung erhoffte, mit 100.000 Euro, unter der Bedingung, dass Schröder das Museum mindestens zehn Jahre betreiben wird.
Im Mai 2011 wurde das Haus erstmals für Besucher geöffnet; es war jedoch erst im April 2012 vollständig eingerichtet.
Unter den Ausstellungsstücken, die Ulli Schröder seit 1965 angesammelt hat, befinden sich Fotos, Plakate, Presseartikel, diverse Tonträger, goldene Schallplatten, Marionetten und Flipperautomaten im Rolling-Stones-Design, Eintrittskarten, Backstage-Ausweise, Tourbücher, Tourjacken, Dessous, Werke von Ron Wood und Roland Muri sowie ein signierter Billardtisch, den die Band einst mit auf ihre Tourneen nahm.
Schröder selbst präsentiert sich der Öffentlichkeit in schwarzem Frack und schwarzer Hose, von oben bis unten mit Fan-Ansteckern und -aufnähern versehen, sowie einem federverzierten, mit einer Lichterkette geschmückten Zylinder (seiner Interpretation des Rolling-Stones-Liedes Shine a Light).
Das Museum betreibt einen integrierten Irish Pub und stellt Musikern eine Bühne für Auftritte zur Verfügung. Dort spielten unter anderem bereits verschiedene Rolling-Stones-Tribute-Bands, Blondie Chaplin, der die Rolling Stones bei ihren Konzerten als Begleitmusiker unterstützte, und Chris Jagger, der jüngere Bruder des Rolling-Stones-Sängers Mick Jagger.

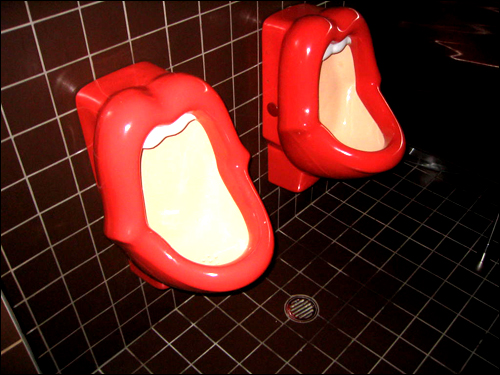
Die diskutierten Urinale

Anfang 2012 geriet das Museum international in die Medien, nachdem in Lüchow mehrere Frauen gegen die mundförmigen Urinale in der Herrentoilette, die sie als frauenfeindlich wahrnahmen, protestiert hatten, woraufhin sich die Gleichstellungsbeauftragte der Region für die Entfernung der Becken eingesetzt hatte. Das Urinal-Modell Kisses der niederländischen Designerin Meike van Schijndel erinnert an das Bandlogo der Rolling Stones und hatte andernorts bereits zuvor Beschwerden von Feministinnen ausgelöst. Schröder weigerte sich, die Urinale abzumontieren.
Der Jubiläums-Bildband The Rolling Stones: 50 zum 50-jährigen Bestehen der Band wurde am 6. Juli 2012 weltweit zum ersten Mal in dem Museum vorgestellt. Schröder ist auf einem Foto in dem Buch abgebildet.
In der Gartenstraße wurde auf Initiative Schröders ein Stones-Wandgemälde über dutzende Meter Länge angebracht, das von Heino Jacobsen stammt. Es zeigt einen Zug, der symbolisch für die lange Bandgeschichte der Rolling Stones stehen soll.

## Eindrücke
|  |  |  |

|  |  |  |